# 麦克斯·别雷克
麦克斯·别雷克（波蘭語：Max Berek，1886年8月16日—1949年10月15日）波兰光学设计家。1886年生于波兰拉席波尔兹镇（Racibórz）。1911年获得柏林大学博士学位。1912年应恩斯特.莱兹厂之聘，成为光学设计师。
麦克斯·别雷克的贡献包括：

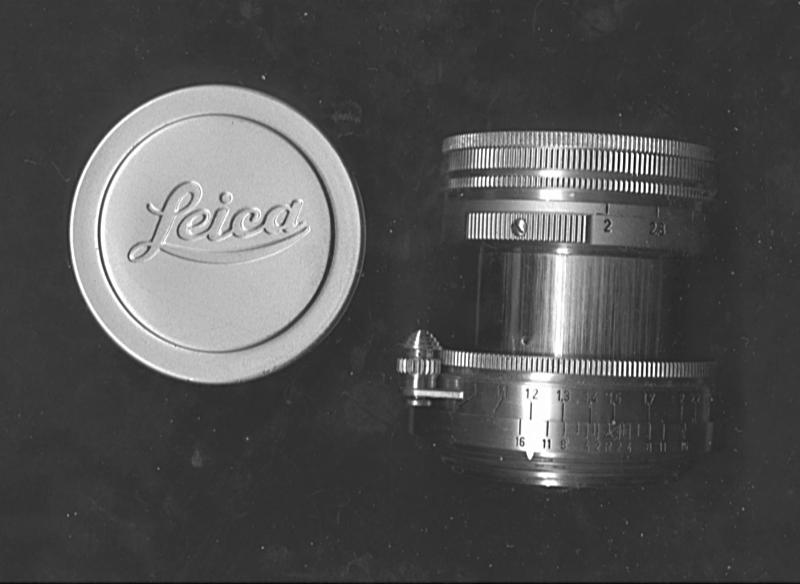
莱卡 50毫米 f/2 SUMMITAR 镜头

1. 1920年 设计 莱卡相机50毫米f/3.5 4片3组爱尔马(Elmar)镜头。
2. 1933年 设计 莱卡相机50毫米f/2. 6片4组 苏马(Summar) 镜头。
3. 1934年设计 莱卡相机135毫米f/2  赫克托（Hektor）镜头。
4. 1939年 设计 莱卡相机50毫米f/2 7片4组 苏密塔(SUMMITAR)镜头。

别雷克兼任德国马尔堡大学（Philipps-Universität Marburg）教授。1949年10月15日别雷克在德国勃兰登堡州弗赖堡逝世。